# Hendrik Ooms
Hendrik "Henk" Ooms, född 18 mars 1916 i Halfweg, död 6 december 1993 i Haag, var en nederländsk tävlingscyklist.
Ooms blev olympisk silvermedaljör i tandem vid sommarspelen 1936 i Berlin.